# 黑角鮟鱇
黑角鮟鱇（学名：Melanocetus niger），又稱黑犀魚，為輻鰭魚綱鮟鱇目棘茄魚亞目黑角鮟鱇科的其中一種，為深海魚類，分布於東太平洋智利海域，棲息深度1200-2000公尺，體長可達11公分，生活習性不明，無任何經濟價值。
其种加词“niger”意为“黑色的”。